# George Folsey Jr.
George Folsey Jr. (Los Angeles, 17 gennaio 1939 – Los Angeles, 29 dicembre 2024) è stato un montatore e produttore cinematografico statunitense.

## Biografia
Figlio del direttore della fotografia George Folsey, nel corso della sua carriera lavorò a diversi film di John Landis tra cui Slok (1973), The Blues Brothers - I fratelli Blues (1980), Una poltrona per due (1983) e Ai confini della realtà (1983). Sempre con Landis lavorò al videoclip del brano Thriller di Michael Jackson, che contribuì a rendere il cantante una celebrità internazionale. 